# Мобила
Мобила (на английски: Mobila) е северноамериканско индианско племе, което през 1540 г. живее от източната страна на река Мобил, между реките Алабама и Томбигби в Алабама. По това време мобила имат няколко големи силно укрепени селища и наброяват от 6000 до 7000 души.

## Име и език
Не е известно какво означава името мобила. На техния език се наричат „мойла“, което вероятно е чокто думата „моели – греба“. Езикът им е мускогски, тясно свързан с езика чокто. Мобила дават името си на един универсален език, базиран на езика чокто или чикасо, наречен Мобил жаргон, който се използва в търговията от всички племена в Югоизтока.

## История
Мобила се появяват в историята през 1540 г., когато експедицията на Ернандо де Сото навлиза в едно тяхно село в опит да се снабди с провизии за по-нататъшното си пътуване. Вождът на селото, Тъскалуса казва на испанците, че ще им помогне, но трябва да отидат в селото Мабила (Мавила, Моила), което е по-голямо и по-богато от неговото село. Когато пристигат обаче в Мобила испанците са помолени да напуснат и докато траят преговорите един войн мобила напада и убива един от испанските войници. Изведнъж отвсякъде изскачат скрилите се войни и нападат. Испанците побягват изоставяйки своите убити и ранени. Битката, която последва остава в историята като Битката за Мабила (18 октомври 1540 г.) Над 2500 индианци биват убити в нея. Испанците губят 200 убити и 150 ранени, повечето от които смъртоносно. След битката, оцелелите мобила вероятно се събират в селото Нанипакна. Когато французите се установяват в Алабама, те живеят от западната страна на река Мобил, малко под сливането на реките Алабама и Томбигби, и наброяват около 500 души. След основаването на Мобил, мобила се преместват близо до него и остават тук до 1764 г. След това вероятно се присъединяват към чокто и изчезват от историята.